# Michael Hornstein
Michael Hornstein (* 29. September 1962 in Konstanz) ist ein deutscher Saxophonist, Komponist und Musikproduzent.

## Leben und Wirken
Hornstein begann im Alter von zehn Jahren mit dem Klavierspielen, mit 14 wechselte er zum Altsaxophon, anfangs als Autodidakt unter dem Einfluss von Charlie Parker. Später studierte er Musik an der Musikhochschule Graz. 1983 bekam Hornstein ein Stipendium und ging ans Berklee College of Music. Er arbeitete zunächst im Bereich des Creative Jazz unter anderem mit Fred Braceful, Sunny Murray, Joe Madrid, Albert Mangelsdorff, Udo Lindenberg, Hector Martignon, Al Porcino, Blank & Jones, Bob Dorough, Billy Hart, Peter Bockius  und Gary Peacock.
Seit den frühen 1990er Jahren lotet er in einer Vielzahl von Live- und Studioprojekten die Bandbreite zwischen Jazz, konzertanter zeitgenössischer Musik sowie elektronischer Clubkultur aus. Hornstein ist als Saxofonist, Komponist und Musikproduzent mit den Tracks Carma und Boom Boom auf zwei Ausgaben von Café del Mar vertreten.
Seit 1998 präsentierte er für das Goethe-Institut seine Musik in Mexiko, Kuba, Griechenland, Spanien, Serbien, Bosnien und Georgien. Als Komponist und Produzent – auch elektronischer Musik – zeichnet er für eine Reihe von Auftragskompositionen für ARTE oder ARD sowie experimentelle Kurzfilme und Kunstvideos verantwortlich. Weitere Konzertreisen führten ihn bisher u. a. in die USA und in die Schweiz, nach Frankreich, Italien, Griechenland, Österreich, Kolumbien, Thailand und China. In den letzten Jahren ist er auch im Duo mit Keyboarder Oliver Hahn und im Trio oder Quartett mit Walter Lang, Walter Bittner und Manolo Diaz aufgetreten.
Neben seiner Konzerttätigkeit unterrichtet Hornstein seit den 1980er Jahren und gibt auch Workshops auf Tourneen für Goethe-Institute. 2003 wurde er als Gastprofessor an die Universität Javeriana in Bogotá berufen. Seit 2004 arbeitet er auch als Produzent für internationale Folklore mit Schwerpunkt auf Lateinamerika und produzierte in zahlreichen lateinamerikanischen Ländern Auftragsmusiken, 2008 etwa in Kuba mit Mitgliedern des Buena Vista Social Club.

## Diskographische Hinweise
- Langsames Blau, Enja, mit Chris Lachotta und Fred Braceful, 1993
- Dry Red, Edition Collage, mit Roberto Di Gioia, 1994
- Innocent Green, Enja, mit  Gary Peacock, Billy Hart, Roberto Di Gioia, 1996
- Danza Mestiza (Milenium), Colombia, 2003
- Draught, Leo Records, 2005
- Let It Go, Spice Records, 2006
- Summertime Opium, Spice Records, 2009
- But for Now, Enja, mit Bob Dorough und Tony Marino, 2015
- Playgrounds, mit Roberto Di Gioia, 2017
- Ellington Now, mit Oliver Hahn, 2019
- Conversations Now, mit Oliver Hahn, 2023